# Bundestagswahlkreis Altmark – Jerichower Land
Der Bundestagswahlkreis Altmark – Jerichower Land (Wahlkreis 66) ist ein Wahlkreis in Sachsen-Anhalt. Er umfasst die drei Landkreise Altmarkkreis Salzwedel, Stendal und Jerichower Land. Der Wahlkreis erhielt diese Abgrenzung erstmals zur Bundestagswahl 2025, indem der alte Bundestagswahlkreis Altmark um den Landkreis Jerichower Land vergrößert wurde. Dadurch ist er mit 6295,59 Quadratkilometern der flächenmäßig größte aller 299 Wahlkreise. Da Sachsen-Anhalt zur Bundestagswahl 2025 einen Wahlkreis verlor, wurde eine umfassende Neugliederung der verbliebenen Wahlkreise vorgenommen.

## Wahlkreisgeschichte
Von 1990 bis 2002 besaß der Wahlkreis die Nummer 283 und umfasste die ehemaligen Landkreise Salzwedel, Stendal, Osterburg, Gardelegen und Klötze. Seit 2002 besitzt er die heutige Abgrenzung. Zur Bundestagswahl 2009 änderte sich die Nummer von 66 auf 67 und zur Bundestagswahl 2013 wieder auf 66.
| Wahl      | Wahlkreisname                | Gebiet                                                                              |
| --------- | ---------------------------- | ----------------------------------------------------------------------------------- |
| 1990–1998 | 283 Altmark                  | Kreis Salzwedel, Kreis Stendal, Kreis Osterburg, Kreis Gardelegen, Landkreis Klötze |
| 2002–2005 | 66 Altmark                   | Altmarkkreis Salzwedel, Landkreis Stendal                                           |
| 2009      | 67 Altmark                   | Altmarkkreis Salzwedel, Landkreis Stendal                                           |
| 2013–2021 | 66 Altmark                   | Altmarkkreis Salzwedel, Landkreis Stendal                                           |
| 2025–     | 66 Altmark – Jerichower Land | Altmarkkreis Salzwedel, Landkreis Stendal, Landkreis Jerichower Land                |

## Wahlkreisabgeordnete
| Wahl | Abgeordneter | Abgeordneter       | Partei | Stimmen in % |
| ---- | ------------ | ------------------ | ------ | ------------ |
| 1990 |              | Rudolf Karl Krause | CDU    | 38,9         |
| 1994 |              | Reinhard Weis      | SPD    | 38,6         |
| 1998 | 45,0         | Reinhard Weis      | SPD    |              |
| 2002 | 45,2         | Reinhard Weis      | SPD    |              |
| 2005 |              | Marko Mühlstein    | SPD    | 33,2         |
| 2009 |              | Katrin Kunert      | LINKE  | 33,4         |
| 2013 |              | Jörg Hellmuth      | CDU    | 42,1         |
| 2017 |              | Eckhard Gnodtke    | CDU    | 32,6         |
| 2021 |              | Herbert Wollmann   | SPD    | 27,5         |
| 2025 |              | Thomas Korell      | AfD    | 39,2         |

## Wahlergebnisse

### Bundestagswahl 2025
Zur Bundestagswahl 2025 traten in Sachsen-Anhalt zwölf Parteien mit Landeslisten an. Im Wahlkreis Altmark – Jerichower Land traten sieben Direktkandidaten an.
| Kandidaten                                                                              | Kandidaten                 | Parteien/Listen     | Erststimmen | Erststimmen | Zweitstimmen | Zweitstimmen |
| Kandidaten                                                                              | Kandidaten                 | Parteien/Listen     | Stimmen     | %           | Stimmen      | %            |
| --------------------------------------------------------------------------------------- | -------------------------- | ------------------- | ----------- | ----------- | ------------ | ------------ |
|                                                                                         | Herbert Wollmann           | SPD                 | 28.275      | 16,0        | 20.659       | 11,7         |
|                                                                                         | Gerry Weber                | CDU                 | 38.817      | 22,0        | 34.163       | 19,3         |
|                                                                                         | Thomas Korellgewählt im WK | AfD                 | 69.054      | 39,2        | 66.177       | 37,4         |
|                                                                                         | Nadja Lüttich              | Die Linke           | 22.147      | 12,6        | 18.648       | 10,5         |
|                                                                                         | Marcus Faber               | FDP                 | 6.046       | 3,4         | 5.369        | 3,0          |
|                                                                                         | Miriam Bettina Zeller      | GRÜNE               | 4.852       | 2,8         | 5.917        | 3,3          |
|                                                                                         | Andreas Tischmacher        | FREIE WÄHLER        | 7.010       | 4,0         | 2.844        | 1,6          |
|                                                                                         | –                          | Die PARTEI          | –           | –           | 1.293        | 0,7          |
|                                                                                         | –                          | Volt                | –           | –           | 909          | 0,5          |
|                                                                                         | –                          | MLPD                | –           | –           | 142          | 0,1          |
|                                                                                         | –                          | Bündnis Deutschland | –           | –           | 459          | 0,3          |
|                                                                                         | –                          | BSW                 | –           | –           | 20.584       | 11,6         |
| Gesamt                                                                                  | Gesamt                     | Gesamt              | 176.201     | 100         | 177.164      | 100          |
|                                                                                         |                            |                     |             |             |              |              |
| Ungültige Stimmen                                                                       | Ungültige Stimmen          | Ungültige Stimmen   | 2.297       | 1,3         | 1.334        | 0,7          |
| Wähler                                                                                  | Wähler                     | Wähler              | 178.498     | 78,3        | 178.498      | 78,3         |
| Wahlberechtigte                                                                         | Wahlberechtigte            | Wahlberechtigte     | 227.996     |             | 227.996      |              |
|                                                                                         |                            |                     |             |             |              |              |
| Quellen: Die Bundeswahlleiterin, Kandidaten, Stimmen – Die Landeswahlleiterin, Ergebnis |                            |                     |             |             |              |              |

### Bundestagswahl 2021
Zur Bundestagswahl 2021 traten in Sachsen-Anhalt 19 Parteien mit Landeslisten an. Im Wahlkreis Altmark traten zehn Direktkandidaten an.
Der SPD-Politiker Herbert Wollmann gewann mit 27,5 % der Erststimmen erstmals das Direktmandat und zog in den 20. Deutschen Bundestag ein. Marcus Faber zog über Platz 1 der Landesliste der FDP zum zweiten Mal in den Bundestag ein. Die SPD erhielt mit 27,4 % die meisten Zweitstimmen im Wahlkreis.
| Kandidaten                                                                  | Kandidaten                    | Parteien/Listen   | Erststimmen | Erststimmen | Zweitstimmen | Zweitstimmen |
| Kandidaten                                                                  | Kandidaten                    | Parteien/Listen   | Stimmen     | %           | Stimmen      | %            |
| --------------------------------------------------------------------------- | ----------------------------- | ----------------- | ----------- | ----------- | ------------ | ------------ |
|                                                                             | Uwe Harms                     | CDU               | 23.433      | 21,8        | 22.567       | 20,9         |
|                                                                             | Arno Bausemer                 | AfD               | 20.875      | 19,4        | 20.629       | 19,1         |
|                                                                             | Matthias Höhn                 | DIE LINKE         | 11.218      | 10,4        | 10.381       | 9,6          |
|                                                                             | Herbert Wollmanngewählt im WK | SPD               | 29.599      | 27,5        | 29.537       | 27,4         |
|                                                                             | Marcus Faber                  | FDP               | 9.116       | 8,5         | 9.396        | 8,7          |
|                                                                             | Gregor Laukert                | GRÜNE             | 4.674       | 4,3         | 5.834        | 5,4          |
|                                                                             | –                             | Tierschutzallianz | –           | –           | 818          | 0,8          |
|                                                                             | Nils Krümmel                  | FREIE WÄHLER      | 5.584       | 5,2         | 3.286        | 3,0          |
|                                                                             | –                             | Die PARTEI        | –           | –           | 725          | 0,7          |
|                                                                             | –                             | NPD               | –           | –           | 205          | 0,2          |
|                                                                             | –                             | Gartenpartei      | –           | –           | 510          | 0,5          |
|                                                                             | –                             | MLPD              | –           | –           | 75           | 0,1          |
|                                                                             | Martin Schwab                 | dieBasis          | 2.132       | 2,0         | 1.985        | 1,8          |
|                                                                             | –                             | du.               | –           | –           | 91           | 0,1          |
|                                                                             | –                             | ÖDP               | –           | –           | 58           | 0,1          |
|                                                                             | –                             | Die Humanisten    | –           | –           | 99           | 0,1          |
|                                                                             | –                             | Tierschutzpartei  | –           | –           | 1.100        | 1,0          |
|                                                                             | –                             | PIRATEN           | –           | –           | 308          | 0,3          |
|                                                                             | –                             | Volt              | –           | –           | 140          | 0,1          |
|                                                                             | Danny Bibiella                | Einzelbewerber    | 69          | 0,1         | –            | –            |
|                                                                             | Heiko Janowski                | Einzelbewerber    | 880         | 0,8         | –            | –            |
| Gesamt                                                                      | Gesamt                        | Gesamt            | 107.580     | 100         | 107.744      | 100          |
|                                                                             |                               |                   |             |             |              |              |
| Ungültige Stimmen                                                           | Ungültige Stimmen             | Ungültige Stimmen | 1.301       | 1,2         | 1.137        | 1,0          |
| Wähler                                                                      | Wähler                        | Wähler            | 108.881     | 68,1        | 108.881      | 68,1         |
| Wahlberechtigte                                                             | Wahlberechtigte               | Wahlberechtigte   | 159.998     |             | 159.998      |              |
|                                                                             |                               |                   |             |             |              |              |
| Quellen: Die Bundeswahlleiterin, Stimmen – Die Landeswahlleiterin, Ergebnis |                               |                   |             |             |              |              |

### Bundestagswahl 2017
Zur Bundestagswahl 2017 traten in Sachsen-Anhalt 14 Parteien mit Landeslisten an. Im Wahlkreis Altmark traten neun Direktkandidaten an.
Der CDU-Politiker Eckhard Gnodtke gewann mit 32,6 % der Erststimmen erstmals das Direktmandat und zog in den 19. Deutschen Bundestag ein. Außerdem zogen Matthias Höhn über Platz 4 der Landesliste der Partei Die Linke, Matthias Büttner über Platz 3 der Landesliste der AfD und Marcus Faber über Platz 2 der Landesliste der FDP jeweils zum ersten Mal in den Bundestag ein. Die CDU erhielt mit 32,8 % die meisten Zweitstimmen im Wahlkreis.
| Kandidaten                                                                 | Kandidaten                   | Parteien/Listen        | Erststimmen | Erststimmen | Zweitstimmen | Zweitstimmen |
| Kandidaten                                                                 | Kandidaten                   | Parteien/Listen        | Stimmen     | %           | Stimmen      | %            |
| -------------------------------------------------------------------------- | ---------------------------- | ---------------------- | ----------- | ----------- | ------------ | ------------ |
|                                                                            | Eckhard Gnodtkegewählt im WK | CDU                    | 35.644      | 32,6        | 36.022       | 32,8         |
|                                                                            | Matthias Höhn                | DIE LINKE              | 20.973      | 19,2        | 20.346       | 18,5         |
|                                                                            | Marina Kermer                | SPD                    | 20.900      | 19,1        | 18.721       | 17,0         |
|                                                                            | Matthias Büttner             | AfD                    | 18.031      | 16,5        | 18.419       | 16,8         |
|                                                                            | Mirko Wolff                  | GRÜNE                  | 3.738       | 3,4         | 3.648        | 3,3          |
|                                                                            | Marcus Faber                 | FDP                    | 7.388       | 6,7         | 7.838        | 7,1          |
|                                                                            | –                            | NPD                    | –           | –           | 662          | 0,6          |
|                                                                            | Elke du Bois                 | FREIE WÄHLER           | 1.567       | 1,4         | 888          | 0,8          |
|                                                                            | –                            | MLPD                   | –           | –           | 118          | 0,1          |
|                                                                            | –                            | Tierschutzallianz      | –           | –           | 1.218        | 1,1          |
|                                                                            | –                            | BGE                    | –           | –           | 304          | 0,3          |
|                                                                            | –                            | DiB                    | –           | –           | 242          | 0,2          |
|                                                                            | –                            | MG                     | –           | –           | 467          | 0,4          |
|                                                                            | –                            | Die PARTEI             | –           | –           | 970          | 0,9          |
|                                                                            | Ellen Renne                  | Einzelbewerberin (BGV) | 654         | 0,6         | –            | –            |
|                                                                            | Gisela Schmidt               | Einzelbewerberin (ZmG) | 560         | 0,5         | –            | –            |
| Gesamt                                                                     | Gesamt                       | Gesamt                 | 109.455     | 100         | 109.863      | 100          |
|                                                                            |                              |                        |             |             |              |              |
| Ungültige Stimmen                                                          | Ungültige Stimmen            | Ungültige Stimmen      | 1.738       | 1,6         | 1.330        | 1,2          |
| Wähler                                                                     | Wähler                       | Wähler                 | 111.193     | 67,1        | 111.193      | 67,1         |
| Wahlberechtigte                                                            | Wahlberechtigte              | Wahlberechtigte        | 165.625     |             | 165.625      |              |
|                                                                            |                              |                        |             |             |              |              |
| Quellen: Die Bundeswahlleiterin, Stimmen – Die Landeswahlleiterin, Stimmen |                              |                        |             |             |              |              |

### Bundestagswahl 2013
Bei der Bundestagswahl 2013 waren 172.378 Einwohner wahlberechtigt; die Wahlbeteiligung lag bei 62,6 %. Jörg Hellmuth gewann das Direktmandat für die CDU.
| Kandidaten                               | Kandidaten                 | Parteien/Listen   | Erststimmen | Erststimmen | Zweitstimmen | Zweitstimmen |
| Kandidaten                               | Kandidaten                 | Parteien/Listen   | Stimmen     | %           | Stimmen      | %            |
| ---------------------------------------- | -------------------------- | ----------------- | ----------- | ----------- | ------------ | ------------ |
|                                          | Katrin Kunert              | Die Linke         | 32.164      | 30,3        | 26.180       | 24,6         |
|                                          | Jörg Hellmuthgewählt im WK | CDU               | 44.686      | 42,1        | 44.655       | 42,0         |
|                                          | Marina Kermer              | SPD               | 18.616      | 17,6        | 20.196       | 19,0         |
|                                          | Marcus Faber               | FDP               | 1.489       | 1,4         | 2.278        | 2,1          |
|                                          | Christian Franke           | GRÜNE             | 2.998       | 2,8         | 3.542        | 3,3          |
|                                          | René Schernikau            | PIRATEN           | 2.541       | 2,4         | 1.997        | 1,9          |
|                                          | Heiko Krause               | NPD               | 2.613       | 2,5         | 2.227        | 2,1          |
|                                          | –                          | MLPD              | –           | –           | 141          | 0,1          |
|                                          | –                          | AfD               | –           | –           | 3.826        | 3,6          |
|                                          | –                          | pro Deutschland   | –           | –           | 306          | 0,3          |
|                                          | Elke du Bois               | FREIE WÄHLER      | 931         | 0,9         | 722          | 0,7          |
|                                          | –                          | ÖDP               | –           | –           | 147          | 0,1          |
| Gesamt                                   | Gesamt                     | Gesamt            | 106.038     | 100         | 106.217      | 100          |
|                                          |                            |                   |             |             |              |              |
| Ungültige Stimmen                        | Ungültige Stimmen          | Ungültige Stimmen | 1.857       | 1,7         | 1.678        | 1,6          |
| Wähler                                   | Wähler                     | Wähler            | 107.895     | 62,6        | 107.895      | 62,6         |
| Wahlberechtigte                          | Wahlberechtigte            | Wahlberechtigte   | 172.378     |             | 172.378      |              |
|                                          |                            |                   |             |             |              |              |
| Quellen: Die Bundeswahlleiterin, Stimmen |                            |                   |             |             |              |              |

### Bundestagswahl 2009
Bei der Bundestagswahl 2009 waren 182.677 Einwohner wahlberechtigt; die Wahlbeteiligung lag bei 61,8 %. Katrin Kunert gewann das Direktmandat für Die Linke.
| Kandidaten                             | Kandidaten                 | Parteien/Listen   | Erststimmen | Erststimmen | Zweitstimmen | Zweitstimmen |
| Kandidaten                             | Kandidaten                 | Parteien/Listen   | Stimmen     | %           | Stimmen      | %            |
| -------------------------------------- | -------------------------- | ----------------- | ----------- | ----------- | ------------ | ------------ |
|                                        | Marko Mühlstein            | SPD               | 22.070      | 20,0        | 19.516       | 17,7         |
|                                        | Katrin Kunertgewählt im WK | Die Linke         | 36.910      | 33,4        | 37.034       | 33,6         |
|                                        | Hans-Heinrich Jordan       | CDU               | 34.501      | 31,2        | 33.330       | 30,2         |
|                                        | Gabriele Hauptstein        | FDP               | 6.558       | 5,9         | 9.725        | 8,8          |
|                                        | Eduard Stapel              | GRÜNE             | 3.725       | 3,4         | 5.212        | 4,7          |
|                                        | Andy Knape                 | NPD               | 2.461       | 2,2         | 2.318        | 2,1          |
|                                        | –                          | MLPD              | –           | –           | 232          | 0,2          |
|                                        | –                          | DVU               | –           | –           | 449          | 0,4          |
|                                        | –                          | PIRATEN           | –           | –           | 2.422        | 2,2          |
|                                        | Andreas Siegmund           | Einzelbewerber    | 3.672       | 3,3         | –            | –            |
|                                        | Harald Bresch              | Einzelbewerber    | 257         | 0,2         | –            | –            |
|                                        | Wiltrud Dettmer            | Einzelbewerber    | 274         | 0,2         | –            | –            |
| Gesamt                                 | Gesamt                     | Gesamt            | 110.428     | 100         | 110.238      | 100          |
|                                        |                            |                   |             |             |              |              |
| Ungültige Stimmen                      | Ungültige Stimmen          | Ungültige Stimmen | 2.552       | 2,3         | 2.742        | 2,4          |
| Wähler                                 | Wähler                     | Wähler            | 112.980     | 61,8        | 112.980      | 61,8         |
| Wahlberechtigte                        | Wahlberechtigte            | Wahlberechtigte   | 182.677     |             | 182.677      |              |
|                                        |                            |                   |             |             |              |              |
| Quellen: Der Bundeswahlleiter, Stimmen |                            |                   |             |             |              |              |

### Bundestagswahl 2005
Bei der Bundestagswahl 2005 waren 188.647 Einwohner wahlberechtigt; die Wahlbeteiligung lag bei 71,7 %. Marko Mühlstein gewann das Direktmandat für die SPD. Hans-Heinrich Jordan (CDU) und Katrin Kunert (Die Linke) zogen über die Landeslisten ihrer Parteien ebenfalls in den Bundestag ein.
| Kandidaten                             | Kandidaten                   | Parteien/Listen   | Erststimmen | Erststimmen | Zweitstimmen | Zweitstimmen |
| Kandidaten                             | Kandidaten                   | Parteien/Listen   | Stimmen     | %           | Stimmen      | %            |
| -------------------------------------- | ---------------------------- | ----------------- | ----------- | ----------- | ------------ | ------------ |
|                                        | Marko Mühlsteingewählt im WK | SPD               | 44.012      | 33,2        | 43.852       | 33,0         |
|                                        | Hans-Heinrich Jordan         | CDU               | 41.197      | 31,1        | 35.087       | 26,4         |
|                                        | Katrin Kunert                | Die Linke         | 36.157      | 27,3        | 36.503       | 27,5         |
|                                        | Andreas-Otto Gharibian       | FDP               | 4.515       | 3,4         | 8.372        | 6,3          |
|                                        | Eduard Stapel                | GRÜNE             | 2.975       | 2,2         | 4.584        | 3,5          |
|                                        | Rene Schieske                | NPD               | 2.977       | 2,2         | 2.902        | 2,2          |
|                                        | –                            | REP               | –           | –           | 340          | 0,3          |
|                                        | –                            | MLPD              | –           | –           | 348          | 0,3          |
|                                        | Klaus Dieter Ahlf            | Offensive D       | 563         | 0,4         | 259          | 0,2          |
|                                        | –                            | Pro DM            | –           | –           | 465          | 0,4          |
| Gesamt                                 | Gesamt                       | Gesamt            | 132.396     | 100         | 132.712      | 100          |
|                                        |                              |                   |             |             |              |              |
| Ungültige Stimmen                      | Ungültige Stimmen            | Ungültige Stimmen | 2.810       | 2,1         | 2.494        | 1,8          |
| Wähler                                 | Wähler                       | Wähler            | 135.206     | 71,7        | 135.206      | 71,7         |
| Wahlberechtigte                        | Wahlberechtigte              | Wahlberechtigte   | 188.647     |             | 188.647      |              |
|                                        |                              |                   |             |             |              |              |
| Quellen: Der Bundeswahlleiter, Stimmen |                              |                   |             |             |              |              |

### Bundestagswahl 2002
| Kandidaten                             | Kandidaten                 | Parteien/Listen   | Erststimmen | Erststimmen | Zweitstimmen | Zweitstimmen |
| Kandidaten                             | Kandidaten                 | Parteien/Listen   | Stimmen     | %           | Stimmen      | %            |
| -------------------------------------- | -------------------------- | ----------------- | ----------- | ----------- | ------------ | ------------ |
|                                        | Reinhard Weisgewählt im WK | SPD               | 58.454      | 45,2        | 58.992       | 45,6         |
|                                        | Carsten Borchert           | CDU               | 39.771      | 30,7        | 36.170       | 28,0         |
|                                        | Katrin Kunert              | PDS               | 19.003      | 14,7        | 17.956       | 13,9         |
|                                        | Peter Timme                | FDP               | 7.328       | 5,7         | 9.244        | 7,1          |
|                                        | Thomas Bichler             | GRÜNE             | 2.592       | 2,0         | 4.036        | 3,1          |
|                                        | Heinz Prigge               | GRAUE             | 1.085       | 0,8         | 670          | 0,5          |
|                                        | –                          | NPD               | –           | –           | 1.178        | 0,9          |
|                                        | –                          | Tierschutzpartei  | –           | –           | 1.100        | 0,9          |
|                                        | Arno Felser                | ZENTRUM           | 1.152       | 0,9         | –            | –            |
| Gesamt                                 | Gesamt                     | Gesamt            | 129.385     | 100         | 129.346      | 100          |
|                                        |                            |                   |             |             |              |              |
| Ungültige Stimmen                      | Ungültige Stimmen          | Ungültige Stimmen | 1.874       | 1,4         | 1.913        | 1,5          |
| Wähler                                 | Wähler                     | Wähler            | 131.259     | 68,9        | 131.259      | 68,9         |
| Wahlberechtigte                        | Wahlberechtigte            | Wahlberechtigte   | 190.453     |             | 190.453      |              |
|                                        |                            |                   |             |             |              |              |
| Quellen: Der Bundeswahlleiter, Stimmen |                            |                   |             |             |              |              |